# Regino García-Badell
Regino García-Badell Arias (n. 1949) es un político y profesor de instituto español.

## Biografía
Nacido el 5 de marzo de 1949 en Madrid, es sobrino del presidente del Gobierno Carlos Arias Navarro y primo de Gerardo Díaz Ferrán. Durante su juventud estuvo próximo al anarquismo.
Contrajo matrimonio con Alicia Delibes Liniers.
Profesor de instituto en el Instituto Isabel la Católica, empezó a trabajar para Esperanza Aguirre tras ser nombrada esta ministra de Educación; integrante del equipo más próximo de la política, luego presidenta del Senado y presidenta de la Comunidad de Madrid, García-Badell escribió buena parte de sus discursos.
De la mano de Aguirre se presentó en el número 26 de la lista del Partido Popular (PP) a las elecciones a la Asamblea de Madrid de mayo de 2003, convirtiéndose en diputado de la breve vi legislatura del parlamento regional, conocida como la del «Tamayazo». Repitió en el mismo puesto de la lista en las elecciones autonómicas de octubre, renovando su acta de diputado en la vii legislatura, a la que renunció al ser nombrado jefe de Gabinete de Aguirre el mismo mes de inicio de la legislatura. Ejerció también brevemente de diputado regional en la viii y ix legislaturas.
Cesó como jefe de Gabinete de Aguirre con la propia dimisión de esta en 2012, encontrándole el nuevo presidente Ignacio González acomodo en el Consejo Consultivo de la Comunidad de Madrid.